# Cnemaspis bangara
Cnemaspis bangara — вид ящірок з родини геконових (Gekkonidae). Описаний у 2020 році.

## Поширення
Ендемік Індії. Поширений на плато Майсур у штаті Карнатака.

## Назва
Видова назва С. bangara походить від слова мовою каннада, що означає золото. Назва дана завдяки жовтому кінчику хвоста, а типова місцевість виду знаходиться всього за 27 км від найбільшого золотого рудника в Індії — Коларського родовища.